# Osburns vireo
Osburns vireo (Vireo osburni) is een zangvogel uit de familie Vireonidae (vireo's). De vogel werd door  Philip Lutley Sclater in 1861 geldig beschreven. Als eerbetoon aan de verzamelaar William Osburn werd deze vogel naar hem vernoemd. Osburn maakte melding van deze vogel in een eerder artikel over vogels op Jamaica en voegde de vogels toe aan zijn verzameling. Deze verzameling werd na zijn overlijden door Sclater beschreven.

## Verspreiding en leefgebied
Deze soort is endemisch op Jamaica. Het leefgebied is vochtig montaan bos op hellingen met een kalkbodem op 500 tot 2200 meter boven zeeniveau.

## Status
De grootte van de populatie is niet gekwantificeerd maar de soort wordt omschreven als schaars. Het verspreidingsgebied is klein en de populatie neemt af door ontbossing. Op de Rode lijst van de IUCN heeft deze soort daarom de status gevoelig.